# Sân bay Port-de-Paix
Sân bay Port-de-Paix (IATA: PAX, ICAO: MTPX) là một sân bay ở Port-de-Paix, Haiti. Sân bay này xếp thứ 3 ở Haiti về số lượng khách. Sân bay này nằm ở bờ biển bắc Haiti, có đường băng dài 3800 m bề mặt cỏ.

## Các hãng hàng không và các tuyến điểm
- Tortug' Air (Port-au-Prince, Cap-Haitian)